# Astronesthes longiceps
Astronesthes longiceps és una espècie de peix de la família dels estòmids i de l'ordre dels estomiformes.

## Morfologia
- Els mascles poden assolir 2,5 cm de longitud total.[3][4]

## Hàbitat
És un peix marí i d'aigües tropicals.

## Distribució geogràfica
Es troba al nord-oest de l'Atlàntic.